# Castelletto Uzzone
Castelletto Uzzone é uma comuna italiana da região do Piemonte, província de Cuneo, com cerca de 374 habitantes. Estende-se por uma área de 15 km², tendo uma densidade populacional de 25 hab/km². Faz fronteira com Dego (SV), Gottasecca, Levice, Pezzolo Valle Uzzone, Piana Crixia (SV), Prunetto.

## Demografia
| Variação demográfica do município entre 1861 e 2011                               |
|                                                                                   |
| Fonte: Istituto Nazionale di Statistica (ISTAT) - Elaboração gráfica da Wikipedia |